# La Mothe-Achard
La Mothe-Achard is een plaats en voormalige gemeente in het Franse departement Vendée in de regio Pays de la Loire. De plaats maakt deel uit van het arrondissement Les Sables-d'Olonne.

## Geschiedenis
La Mothe-Achard was de hoofdplaats van het gelijknamige kanton tot op 22 maart 2015 het kanton werd opgeheven en de gemeente deel ging uitmaken van het kanton Talmont-Saint-Hilaire.
Op 1 januari 2017 fuseerde La Mothe-Achard met de aangrenzende gemeente La Chapelle-Achard tot de commune nouvelle Les Achards. De voormalige gemeenten kregen de status van commune déléguée tot deze op 1 januari 2024 werd opgeheven naar aanleiding van een besluit van de gemeenteraad van Les Achards van 28 augustus 2023.

## Geografie
De oppervlakte van La Mothe-Achard bedraagt 8,7 km², de bevolkingsdichtheid is 235,6 inwoners per km².
De onderstaande kaart toont de ligging van La Mothe-Achard met de belangrijkste infrastructuur en aangrenzende gemeenten.

## Demografie
Onderstaande figuur toont het verloop van het inwonertal.